# Con mia moglie è un'altra cosa
Con mia moglie è un'altra cosa (Affectionately Yours) è un film del 1941 diretto da Lloyd Bacon.

## Trama
Un reporter approfitta delle proprie assenze da casa per divertirsi in una serie di avventure sentimentali, un giorno però, mentre è a Lisbona con la nuova amante, gli giunge la notizia che la moglie lo vuole lasciare per un altro. Preoccupato le promette di lasciare la professione se lei desisterà dal suo progetto, ma non solo l'amante non vuole perderlo, ma anche il suo editore è contrario e arriverà a farlo rapire.

## Produzione
Il film fu prodotto dalla Warner Bros. (A Warner Bros.-First National Picture).

## Distribuzione
Il copyright del film, richiesto dalla Warner Bros. Pictures, Inc., fu registrato il 10 maggio 1941 con il numero LP10452.
Distribuito dalla Warner Bros., il film uscì nelle sale cinematografiche USA il 10 maggio 1941 dopo essere stato presentato a New York il 23 maggio 1941. Nello stesso anno, fu distribuito anche in Australia (28 agosto) e nel Regno Unito (22 dicembre). In Messico, dove prese il titolo Vuelve a ser mía, uscì il 19 marzo 1942. In Italia, fu distribuito nel 1949.